# Stazione di Groane
La stazione di Groane era una stazione ferroviaria posta sulla linea Saronno-Seregno, a servizio dell'area industriale di Cesano Maderno.

## Storia
La stazione fu aperta nel 1887 assieme alla linea Saronno-Seregno.
Dal 1958, con la cessazione del servizio viaggiatori sulla linea, la stazione fu utilizzata esclusivamente per il traffico merci che interessava gli stabilimenti BASF e Zanussi della zona, raggiunti da alcuni raccordi.
Fu dismessa nel 2010, all'inizio dei lavori di ricostruzione della linea, e riattivata nel 2012, al loro termine, solamente come posto di movimento; per il servizio viaggiatori è stata aperta nel 2013 la vicina stazione di Cesano Maderno Groane.